# Хартвиг фон Грьоглинг-Долнщайн
Хартвиг фон Грьоглинг-Долнщайн (на немски: Hartwig von Grögling-Dollnstein; † 3/2 май 1223) е княжески епископ на Айхщет (1196 – 1223), имперски канцлер (1202/1203).

## Биография
Той е от стария баварски благороднически род Грьоглинг-Долнщайн-Хиршберг, графове на Грьоглинг (днес част от Дитфурт ан дер Алтмюл) в Бавария. Син е на граф Герхард I фон Хиршберг († ок. 1170/пр. 1188) и съпругата му София фон Зулцбах († 1227), дъщеря наследничка на граф Гебхард III фон Зулцбах († 1188) и принцеса Матилда Баварска († 1183). Майка му е племенница на Берта фон Зулцбах, първата съпруга на византийския император Мануил I Комнин, и на Гертруда фон Зулцбах, съпруга на германския император Конрад III. Роднина е на Гебхард II фон Грьоглинг († 1149), княжески епископ на Айхщет (1125 – 1149), и на Алтман фон Лурнгау († 1149), епископ на Тренто (1124 – 1149).
През 1194 г. Хартвиг фон Грьоглинг-Долнщайн е провост в Айхщет и през 1196 г. епископ на Айхщет и имперски канцлер (1202/03).
След убийството на епископа на Вюрцбург Конрад I фон Кверфурт († 2 декември 1202) Хартвиг е за кратко имперски канцлер. След смъртта на Филип Швабски († убит на 21 юни 1208) той е в свитата на Ото IV, отива обаче на страната на Фридрих II. Заедно с други князе и придружаван от двама домхерен от Айхщет, той участва в неуспешния Пети кръстоносен поход (1217 – 1221).
По времето на неговата служба са първите заселвания на Тевтонския орден в региона. Хартвиг е погребан в построената от него капела на „Св. Николай и Томас“ при манастир Ребдорф в Айхщет.